# Frederick Loewe
Frederick Loewe (nacido Friedrich (Fritz) Löwe, pronunciación en alemán: /ˈløːvə/) (Berlín; 10 de junio de 1901-Palm Springs, California; 14 de febrero de 1988) fue un compositor estadounidense de origen alemán.
Loewe fue un pianista prodigioso; a la edad de 13 años se convirtió en el solista más joven que jamás haya tocado con la Orquesta Filarmónica de Berlín. Estudió con Eugen d'Albert y Ferruccio Busoni. Su canción Katrina que escribió a los 15 años, vendió más de un millón de copias. Al llegar a los Estados Unidos en 1924, añadió música a varias revistas de Broadway.
En 1942 conoció al letrista estadounidense Alan Jay Lerner y trabajaron juntos durante 18 años, de cuya relación se produjeron cinco clásicos musicales. Las diferencias personales pusieron fin a su asociación después de Camelot en 1960, pero se reunieron para hacer la adaptación de su filme Gigi al escenario teatral en 1973 y para escribir las canciones de la película El principito de 1974.

## Premios y distinciones
Premios Óscar
| Año  | Categoría              | Canción | Película      | Resultado |
| ---- | ---------------------- | ------- | ------------- | --------- |
| 1959 | Mejor canción original | «Gigi»  | Gigi          | Ganador   |
| 1975 | Mejor orquestación     | -       | El principito | Nominado  |